# تدريس مناهض للعبودية
التدريس المناهض للعبودية هو ممارسات ومناهج للتدريس تركز على استعادة الإنسانية لجميع الأطفال في المدارس. التدريس المؤيد لإلغاء العبودية هو ممارسة السعي وراء الحرية التعليمية لجميع الطلاب، وتجنب الإصلاح لصالح التحول. هذه الممارسة متجذرة في النظرية النقدية السوداء وتركز على السعادة والعمل المباشر والإلغاء.
يتم تلخيص هذه الممارسة في شبكة تدريس مناهض للعبودية، وهي مجموعة من المعلمين توفر الموارد للمعلمين الذين تتمثل مهمتهم في "تطوير ودعم أولئك الذين يناضلون من أجل الحرية التعليمية"، مع الاستفادة من "العمل الفكري والعمل المباشر لمؤيدي إلغاء العبودية في أشكال عديدة." أسست هذه الشبكة الكاتبة والأستاذة بتينا لوف.